# 斯维特莱 (莫洛昌斯克市镇)
47°8′55″N 35°50′13″E / 47.14861°N 35.83694°E
斯維特萊（烏克蘭語：Світле）是位於烏克蘭東南部的村莊，由扎波羅熱州波洛希區的莫洛昌斯克市鎮負責管轄。該村處於貝希姆-喬克拉克河畔，距離巴拉希夫卡和巴爾科韋0.5公里，面積0.75平方公里，海拔高度56米，2001年人口282。